# Brown County, Ohio
Brown County är ett administrativt område i delstaten Ohio, USA. År 2010 hade countyt 44 846 invånare. Den administrativa huvudorten (county seat) är Georgetown.
Countyt grundades 1818 och är uppkallat efter Jacob Brown som var officer under det brittisk-amerikanska kriget 1812.

## Geografi
Enligt United States Census Bureau har countyt en total area på 1 283 km². 1 274 km² av den arean är land och 9 km² är vatten.

### Angränsande countyn
- Clinton County - nord
- Highland County - nordost
- Adams County - öst
- Mason County, Kentucky - syd
- Bracken County, Kentucky - sydväst
- Clermont County - väst

### Orter
- Russellville
- Sardinia (delvis i Highland County)